# ФК „Ловеч“
ФК „Ловеч“ е футболен отбор от град Ловеч, България.
Четирикратен шампион на България и четирикратен носител на Купата на България. Участва във Втора професионална футболна лига.
Играе мачовете си на „Градски стадион“ в Ловеч с капацитет 8100 места с електрическо осветление, покриващ изискванията на УЕФА за провеждане на международни мачове. Клубните цветове са черно и бяло.

## Успехи
- Шампион на България (4): 1997/98, 1998/99, 2009/10 и 2010/11
  - Вицешампион (2): 2001/02, 2013/14
- Купа на България (4): 2001, 2004, 2008, 2009
  -  Финалист за Купата на България (3): 1999, 2003, 2007
- Суперкупа на България (1): 2010
  - Финал за Суперкупата на България (5): 2004, 2007, 2008, 2009, 2011
- Купа на Професионалната футболна лига
  -  Финал за Купа на Професионалната футболна лига (1): 1997
- Трета аматьорска футболна лига (1): 2016/17
- Победител в ежегодния международен турнир в „Норча“, Италия (2001, победа 4:2 на финала срещу Стяуа Букурещ)
- Най-високо класиран български отбор в световната футболна ранглиста за 2004 г. (134 място), също Литекс е първи от българските тимове на 110 позиция в най-новата ранглиста за 2008 на клубните отбори на Световната федерация по футболна история и статистика (IFFHS)
- През 2001 и 2006 отборът достига 1/16 финал за Купата на УЕФА

- Шампион на България 1997/98
- Шампион на България 1998/99
- Спечелената през 2001 купа от Турнира в Норча, Италия
- Спечелената през 2004 Купа на България
- Спечелената през 2008 Купа на България
- Спечелената през 2009 Купа на България
- Шампион на България 2009 – 10

### Участия в Европейските клубни турнири
- Шампионска лига: 12 мача, 6 победи, 1 равен, 5 загуби, голова разлика 22:22
- Лига Европа (Купа на УЕФА): 48 мача, 21 победи, 11 равни, 16 загуби, голова разлика 69:50
- Общо: 60 мача, 27 победи, 12 равни, 21 загуби, голова разлика 93:72

## Имена
- Хисаря (1921 – 1957)
- Кърпачев (1957 – 1979)
- Осъм (1980 – 1994)
- ЛЕКС (1994 – 1995)
- Ловеч (1995 – 1996)
- Литекс (1996 – 1999)
- Ловеч (1999 – 2001)
- Литекс (2001 – 2024)
- Ловеч (2024 – )

## История
Отборът е основан през 1921 година под името „Хисаря“. През годините се сменят множество имена. Най-дълго време е под името „Христо Кърпачев“ (прието през 1957 г.), до 1979 г. когато е преименуван на ФК „Осъм“. С това име се състезава неизменно в Б група на България (общо 21 години с едно прекъсване през сезон 1973/74, когато е изваден поради открита „черна каса“), а на няколко пъти е съвсем близо до промоция в елита. В началото на сезон 1991/92 клубът е преименуван на „ЛЕКС“ – на името на фирмата спонсор на отбора по това време. През 1994 г. завършва на първо място в Б група и получава правото да се състезава в елитната дивизия. Там играе две години под имената „ЛЕКС“ и „Ловеч“, като постига няколко успеха (победа над ЦСКА 1:0, равенство с „Левски“ в Ловеч 1:1, (Димчо Беляков открива резултата), победа над бъдещия шампион „Славия“ 1:0).
Най-доброто класиране на отбора е през сезон 1994/95 – 11-о място, а през следващия сезон отпада в Б група. По това време е преломният момент в историята на ловешкия футбол. Преди началото на сезон 1996/97 бизнесменът Гриша Ганчев взима отбора под опеката си и го преименува на „Литекс“ (на името на фирмата си „Литекс Комерс“). След почти пълна замяна на футболистите в отбора (един от най-забележимите трансфери е привличането на капитана на действащия шампион на България Славия Стефан Колев), „Литекс“ печели безапелационно първото място в Б група с над 10 точки повече от класиралия се на второ място и отново се завръща сред елитните клубове. По време на престоя си в Б група Литекс побеждава последователно ЦСКА в контрола с 2:0, Славия за Купата на Професионалната футболна лига (3:0 и 1:3 и класиране напред), „Нефтохимик“ в Бургас с 2:1 за Купата на България и Левски в Ловеч с 2:0 (следва отпадане след скандален мач в София, завършил 1:4 с гол в 98-ата минута).
В А група Литекс веднага печели първата си шампионска титла, завършвайки с 5 точки пред „Левски“, а за купата е скандално отстранен след победа 3:1 над ЦСКА като гост и служебна загуба 0:3 заради нередовна картотека на Радостин Кишишев. Заради скандала с Кишишев и внесена жалба от ръководството на Левски (София), от актива на Литекс са отнети 2 точки (служебни загуби в мачовете с Левски (София) и Левски (Кюстендил), завършили съответно 1:1 и 0:0). Постижението на Литекс е прецедент до този момент във футболната история в световен мащаб, като подобно нещо са постигнали само още няколко отбора. Любопитен факт е, че германският отбор Кайзерслаутерн успява да стори същото (ставайки шампион веднага след като се е класирал в първа Бундеслига) в същия сезон. Полузащитникът на ловешкия тим Стойчо Стоилов е удостоен с приза за най-добър играч в А група. На полусезона нападателят на оранжевите Стефан Юруков води голмайсторската ранглиста в А група с 13 попадения, но е продаден на турския Газиантепспор заедно с Димчо Беляков.
Дебютът на Литекс в европейските клубни турнири също страртира успешно, отстранявайки шведския Халмщад в първи квалификационен кръг за Шампионската лига след победа 2:0 в първия мач (който се явява и първа официална международна среща за клуба в неговата история, а първият еврогол е дело на албанския нападател Албан Буши) и загуба 1:2 в ответния сблъсък с решаващ гол на резервата Стефан Юруков. Във втория кръг неопитността на ловешките футболисти в международни мачове си казва думата и Литекс е лесно отстранен от руския гранд Спартак Москва(0 – 5 и 2 – 6). Домакинските мачове от турнира се играят в Бургас, тъй като стадионът в Ловеч не е лицензиран от УЕФА по това време.
Следващият сезон Литекс дублира успеха си в българското първенство като печели шампионата за втори пореден път, с което става и единственият провинциален отбор, направил подобно нещо. Достига и до финал за Купата, загубен от ЦСКА с 0:1. Димчо Беляков грабва наградата за голмайстор на А група с 21 отбелязани гола, а за най-добър играч е обявен албанският халф на ловчалии Алтин Хаджи, заедно с нападателя на Левски Георги Бачев.
В актива си Литекс има още четири купи на България – 2001 (победа на финала над Велбъжд с 1:0 в продължението, след като по пътя са отсранени последователно ЦСКА и Левски с обща голова разлика 7:2 от четирите мача), 2004 (победа от дузпи над ЦСКА след 2:2 в редовното време и изгонен футболист на ловчалии в 41-вата минута, по пътя е отстранен бъдещият шампион на България Локомотив Пловдив) и 2008 (победа на финала над Черно море (Варна) с 1:0 след като на 1/4 финала отстранява Левски (София) с 4:3 след изпълнение на дузпи, а в герой на мача се превръща вратарят Тодор Тодоров, спасил две дузпи. „Оранжевите“ са и актуалния носител на купата през 2009 когато във финала срещат отстранилия ЦСКА и Левски отбор на Пирин (Благоевград). Срещата се играе на столичния стадион Георги Аспарухов, а Литекс печели трофея след класическа победа с 3:0. Головете отбелязват Вилфред Нифлор, Дока и Крум Бибишков.
Ловешкият клуб нанася и най-голямата загуба на ЦСКА в историята на българския футбол – 8:0 на 29 ноември 1998 в Ловеч.
На 16 декември 2015 г. Литекс е изваден от А група заради нерегламентирано изваждане на отбора в края на първото полувреме в мача срещу Левски. Отборът доиграва мачовете си от турнира за Купата на България, където отпада на полуфинала от отбора на ФК Монтана.

## Литекс в Европа
Най-големите постижения на Литекс в евротурнирите са достигане до III кръг на Купата на УЕФА през есента на 2001, отстранявайки три отбора по пътя си. В същия турнир Литекс става първият български отбор постигнал победа над немски тим в Германия (2:0 над Унион Берлин с голове на Атанас Борносузов и Марин Петров). През сезон 2005/2006 се класира в груповата фаза на Купата на УЕФА след драматична победа над КРК Генк като гост с 0:1 с гол на Сандриньо (първият мач в Ловеч завършва 2:2). В груповата фаза записва две победи – над Грасхопър с 2:1 и над украинския Днипро с 2:0 като гост. Следват две загуби с по 2:0 от грандовете АЗ Алкмаар и Мидълзбро. Играят за първи път през пролетта в Европа, но отпадат на 1/16-Финал от Страсбург след загуба у дома с 0:2 и равенство във Франция 0:0. Най-голямата си победа в европейски клубен турнир Литекс постига в мач реванш от предварителния кръг за Купата на УЕФА срещу босненския Железничар, побеждавайки го в Ловеч със 7:0 на 26 август 2004 година и класирайки се напред с общ резултат 9:1.

## Академия Ловеч
През лятото на 2004 година управата на клуба начело с финансовия благодетел Гриша Ганчев стартира мащабен проект за създаване и поддържане на солидна детскоюношеска школа, наречена Академия Литекс, която по подобие на големите западни клубове да захранва отбора със собствени кадри. За инициативата спомагат и чуждестранни специалисти от школата на френския клуб Оксер, с който Литекс сключва договорка за съвместна работа. На приемния изпит се явяват над 300 деца на различна възраст и от всички краища на България, чиято задача е да впечатлят наблюдаващата ги комисия, начело със старши треньора на Литекс Люпко Петрович, отговорниците за детскоюношеската школа, водена от бившия играч на клуба Драголюб Симонович и двама представители на Оксер. Избрани са стотина от младите футболисти, които се настаняват в пригодени за целта пансиони (най-вече в квартал „Здравец“). От началото на сезон 2006/2007 към треньорския щаб в Академия Литекс се присъедини и холандския специалист Ян Деркс (допреди това работил в школата на Левски София). От средата на сезон 2007/2008 начело на Академия „Литекс“ застава Ферарио Спасов, най-добрият треньор на Ловеч за всички времена.

В първото издание на Международния Турнир Юлиян Манзаров през 2004 г., детската формация на Литекс печели второ място, като на финала губи от връстниците си от ЦСКА, а стражът на „оранжевите“ Николай Петков печели приза за Най-добър вратар на турнира.
През следващата 2005 младите футболисти на Литекс печелят турнира, като на финала побеждават тима на Берое. Нападателят на ловчалии Орлин Орлинов отнася две индивидуални награди – Голмайстор (с 6 гола) и Най-добър играч на турнира.
През 2006 година Литекс се окичва с бронзовите медали, а Орлин Орлинов (заедно с Атанас Курдов от Левски Сф.) отново е Голмайстор на турнира с 4 гола.
Турнирът през 2007 се провежда в Ловеч. Младите футболисти на Литекс отстъпват на финала от македонския Пелистер, а Момчил Цветанов от домакините печели наградата за Най-комплексен играч на турнира.

## Известни футболисти, излезли от ловешката школа
| Юноши на клуба      |  |
| ------------------- |  |
| : Георги Денев      |  |
| : Петър Хубчев      |  |
| : Ферарио Спасов    |  |
| : Бончо Генчев      |  |
| : Витомир Вутов     |  |
| : Пламен Линков     |  |
| : Ивайло Петев      |  |
| : Георги Миланов    |  |
| : Радослав Димитров |  |
| : Филип Филипов     |  |
| : Дилян Колев       |  |
| : Георги Пашов      |  |
| : Диего Фераресо    |  |
| : Симеон Славчев    |  |

## С най-много шампионатни мачове и индивидуални отличия
| Рекордьори в А група     |     |                            | Голмайстори на А група |  |
| ------------------------ | --- | -------------------------- | ---------------------- |  |
| : Небойша Йеленкович     | 297 | 1998/99: Димчо Беляков     | 21                     |  |
| : Витомир Вутов          | 212 | 2005/06: Миливое Новакович | 16                     |  |
| : Живко Желев            | 196 | 2009/10: Вилфрид Нифлор    | 19                     |  |
| : Росен Кирилов          | 180 | 2013/14: Вилмар Джордан    | 20                     |  |
| : Сандриньо              | 173 |                            |                        |  |
| : Николай Димитров-Джаич | 170 |                            |                        |  |
| : Стефан Юруков          | 149 |                            |                        |  |
| : Димчо Беляков          | 143 | Футболист № 1 на България  |                        |  |
| : Михаил Венков          | 138 | 2012: Георги Миланов       |                        |  |
| : Светослав Тодоров      | 129 |                            |                        |  |
| : Петър Занев            | 126 |                            |                        |  |
| : Том                    | 123 |                            |                        |  |
| : Кирил Николов          | 119 |                            |                        |  |
| : Пламен Николов         | 112 |                            |                        |  |
| : Николай Бодуров        | 109 |                            |                        |  |
| : Мурад Хидиуед          | 108 |                            |                        |  |
| : Атанас Борносузов      | 106 |                            |                        |  |
| : Георги Миланов         | 106 |                            |                        |  |
| : Джемал Берберович      | 102 |                            |                        |  |
| : Златомир Загорчич      | 100 |                            |                        |  |

Последно обновяване: 13 септември 2014 г.

## Национали на своите страни, играещи или играли в отбора
- Георги Денев
- Петър Хубчев
- Димчо Беляков
- Росен Кирилов
- Радостин Кишишев
- Стойчо Стоилов
- Ивайло Петков
- Златомир Загорчич
- Драголюб Симонович
- Светослав Тодоров
- Игор Богданович
- Живко Желев
- Стефан Юруков
- Здравко Здравков
- Христо Йовов
- Зоран Янкович
- Михаил Венков
- Витомир Вутов
- Алтин Хаджи
- Албан Буши
- Валериу Ракита
- Еуген Трика
- Емин Гулиев
- Мурад Хидиуед
- Абделкарим Киси
- Роберт Попов
- Алехандро Сичеро
- Джемал Берберович
- Владан Груич
- Миливое Новакович
- Александър Родич
- Ивелин Попов
- Пламен Николов
- Станислав Генчев
- Станислав Манолев
- Флорин Брату
- Николай Бодуров
- Петър Занев
- Христо Янев
- Александър Цветков
- Георги Миланов
- Илко Пиргов
- Илия Миланов
- Армандо Ваюши
- Юрген Джазула
- Симеон Славчев
- Страхил Попов
- Кирил Десподов
- Кристиян Малинов
- Антон Недялков

- Забележка: В списъка са включени само играчи, които са/са били активни национали в мъжките гарнитури на страните си по време на престоя си в Литекс. Пълният списък на футболистите носили екипа на Литекс можете да откриете в Категория:Футболисти на Литекс (Ловеч)

## Химн
И идем силни, твърди смели

със гордо вдигнати глави

гласът на Осъм и Балкана

духът ни в битките кали!

Напред оранжево-зелени

понесли Литекс на гърди

с духа на Осъм и Балкана играй 

докрай и победи!

И пътят си покри със слава

превземай всеки нов стадион

с духа на Осъм и Балкана